# 陽気なテディベア
陽気なテディベア（ようきなテディベア、Teddybears）は、1998年1月5日から2000年にかけてITVで放送されたイギリスの子供向け番組。日本ではキッズステーションで放送された。
スザンナ・グレッツとアリソン・セージの絵本「テディベア」を中心に制作されており、これは5匹のテディベアとその愛犬フレッドを物語にしている。同じ頃に制作されたテレタビーズに非常に似ていることがあり、主にテディベアが「ホット・クロスバーンズ、ハチミツ、パンケーキ、ゼリー、アイスクリーム」が好物なのに対し、テレタビーズは「タビーカスタード」が一筋で、テディベアが歌う曲もテレタビーズが歌う「エッオー！」と似ている。

## キャラクター
ルイーズ
声 - ティガー・ブレイズ
サラ
声 - ルイーズ・コンラン
チャールズ
声 - ティム・ハルス
ウィリアム
声 - カール・マシューマン
ロバート
声 - ジェームズ・オドネル
フレッド
ダルメシアン、テディベアたちのペット。